# Inje
Der Landkreis Inje (kor.: 인제군, Inje-gun) befindet sich in der Provinz Gangwon-do in Südkorea. Der Verwaltungssitz befindet sich in der Stadt Inje-eup. Der Landkreis hatte eine Fläche von 1646 km² und eine Bevölkerung von 31.981 Einwohnern im Jahr 2019.
Der Landkreis befindet sich im Taebaek-Gebirge und hat die niedrigste Bevölkerungsdichte in Südkorea.
Inje ist bekannt für Birken und den Wondaeri-Birkenwald.
Im Januar findet jährlich ein Bingeo-Fest statt. Bei diesem handelt es sich um ein Fest für Eisfischen, bei dem Fische der Spezies Hypomesus nipponensis (kor. Bingeo, engl. auch icefish) gefangen werden können.

Lage des Landkreises in Gangwon-do